# Macrogyrus viridisulcatus
Macrogyrus viridisulcatus là một loài bọ cánh cứng trong họ van Gyrinidae. Loài này được Mjöberg miêu tả khoa học năm 1916.